# Nala Local Municipality
Nala (englisch Nala Local Municipality) ist eine Lokalgemeinde im Distrikt Lejweleputswa, Provinz Freistaat, Südafrika. Der Sitz der Gemeindeverwaltung befindet sich in Bothaville. Bürgermeister ist Theko Mogoje.
Nala ist das Sesotho-Wort für „Wohlstand“. Es bezieht sich dabei auf den regionalen Agrarsektor mit dem hier verbreiteten Maisanbau.

## Städte und Orte
- Bothaville
- Dikheleng
- Ditshehlong
- Kgotsong
- Khotsong
- Monyakeng
- Phuma Sbethane
- Wesselsbron

## Bevölkerung
Im Jahr 2011 hatte die Gemeinde 81.220 Einwohner in 21.703 Haushalten auf einer Gesamtfläche von 4128,80 km². Davon waren 93,1 % schwarz, 5,8 % weiß und 0,6 % Coloured. Die Einwohnerzahl verringerte sich bis 2016 auf 78.515. Erstsprache war zu 72,8 % Sesotho, zu 8,7 % isiXhosa, zu 7,3 % Afrikaans, zu 3,9 % Setswana, zu 2 % Englisch, zu 1,4 % isiZulu und zu 1,1 % isiNdebele.